# Кошарно
Кошарно је насеље у Србији у општини Бујановац у Пчињском округу. Према попису из 2022. било је 74 становника.

## Порекло становништва
Подаци датирају из 1964. г.
Кошарно је основано крајем XVIII века. Основали су га становници добегли због арбанашког зулума из Билинца код Гњилана. Досељеници су била два брата.
- Деда Стаменковци (3 к) и Деда Анђелкови (9 к), потичу од Стаменка и Анђелка која су били браћа: Аритон, 51 година - Петар - Арса - Стоилко - Анђелко, оснивач рода Деда Анђелкових. Овде се доселио Анђелков отац. Куће поменутог рода налазе се у Средњој Махали. Славе Св. Арханђела.
- Поповци (7 к., Св. Арханђео), раније су од овог рода потицали свештеници. Куће су им у Доњој Махали.
- Колобенци (6 к., Св. Арханђео), куће су им у Горњој Махали. Становници Кошарна сада почињу да заборављају старе рођачке везе. Зато међу њима успостављају се и брачне везе.

## Демографија
У насељу Кошарно живи 83 пунолетна становника, а просечна старост становништва износи 39,8 година (37,6 код мушкараца и 42,2 код жена). У насељу има 25 домаћинстава, а просечан број чланова по домаћинству је 4,20.
Ово насеље је великим делом насељено Србима (према попису из 2002. године), а у последња три пописа, примећен је пад у броју становника.
|  |

| Демографија | Демографија | Демографија |
| Година      | Становника  | Становника  |
| ----------- | ----------- | ----------- |
| 1948.       | 208         |             |
| 1953.       | 196         |             |
| 1961.       | 160         |             |
| 1971.       | 135         |             |
| 1981.       | 125         |             |
| 1991.       | 112         | 111         |
| 2002.       | 105         | 107         |
| 2022.       | 74          |             |

| Етнички састав према попису из 2002.‍ | Етнички састав према попису из 2002.‍ | Етнички састав према попису из 2002.‍ | Етнички састав према попису из 2002.‍ | Етнички састав према попису из 2002.‍ |
| ------------------------------------ | ------------------------------------ | ------------------------------------ | ------------------------------------ | ------------------------------------ |
|                                      |                                      |                                      |                                      |                                      |
| Срби                                 | Срби                                 |                                      | 104                                  | 99,04%                               |
| непознато                            | непознато                            |                                      | 1                                    | 0,95%                                |

| Година пописа     | 1948. | 1953. | 1961. | 1971. | 1981. | 1991. | 2002. |
| ----------------- | ----- | ----- | ----- | ----- | ----- | ----- | ----- |
| Број домаћинстава | 27    | 27    | 25    | 25    | 27    | 24    | 25    |

| Број чланова      | 1 | 2 | 3 | 4 | 5 | 6 | 7 | 8 | 9 | 10 и више | Просек |
| ----------------- | - | - | - | - | - | - | - | - | - | --------- | ------ |
| Број домаћинстава | 4 | 3 | 5 | 2 | 2 | 4 | 2 | 3 | 0 | 0         | 4,20   |

| Пол    | Укупно | Неожењен/Неудата | Ожењен/Удата | Удовац/Удовица | Разведен/Разведена | Непознато |
| ------ | ------ | ---------------- | ------------ | -------------- | ------------------ | --------- |
| Мушки  | 50     | 13               | 31           | 5              | 0                  | 1         |
| Женски | 42     | 5                | 33           | 4              | 0                  | 0         |
| УКУПНО | 92     | 18               | 64           | 9              | 0                  | 1         |

| Пол    | Укупно                    | Пољопривреда, лов и шумарство | Рибарство                            | Вађење руде и камена | Прерађивачка индустрија       |
| ------ | ------------------------- | ----------------------------- | ------------------------------------ | -------------------- | ----------------------------- |
| Мушки  | 32                        | 13                            | 0                                    | 2                    | 9                             |
| Женски | 20                        | 16                            | 0                                    | 0                    | 1                             |
| УКУПНО | 52                        | 29                            | 0                                    | 2                    | 10                            |
| Пол    | Производња и снабдевање   | Грађевинарство                | Трговина                             | Хотели и ресторани   | Саобраћај, складиштење и везе |
| Мушки  | 0                         | 2                             | 0                                    | 0                    | 0                             |
| Женски | 0                         | 0                             | 0                                    | 0                    | 0                             |
| УКУПНО | 0                         | 2                             | 0                                    | 0                    | 0                             |
| Пол    | Финансијско посредовање   | Некретнине                    | Државна управа и одбрана             | Образовање           | Здравствени и социјални рад   |
| Мушки  | 0                         | 0                             | 0                                    | 0                    | 0                             |
| Женски | 0                         | 0                             | 0                                    | 0                    | 0                             |
| УКУПНО | 0                         | 0                             | 0                                    | 0                    | 0                             |
| Пол    | Остале услужне активности | Приватна домаћинства          | Екстериторијалне организације и тела | Непознато            | Непознато                     |
| Мушки  | 0                         | 0                             | 0                                    | 6                    | 6                             |
| Женски | 0                         | 0                             | 0                                    | 3                    | 3                             |
| УКУПНО | 0                         | 0                             | 0                                    | 9                    | 9                             |